# Federación senegalesa de baloncesto
La FSBB (por sus siglas en francés Fédération Sénégalaise de Basket-Ball) es el organismo que rige las competiciones de clubes y la Selección nacional de Senegal. Pertenece a la asociación continental FIBA África.